# Os Legados de Lorien
Os Legados de Lorien (nos Estados Unidos, Lorien Legacies) é uma série de livros de ficção científica/juvenil escrita por Pittacus Lore (pseudônimo de James Frey e Jobie Hughes).
A série é composta por sete livros: Eu Sou o Número Quatro, O Poder dos Seis, A Ascensão dos Nove, A Queda dos Cinco, A Vingança dos Sete, O Destino da Número Dez e Unidos Somos Um. Nos Estados Unidos, os livros são publicados pela Editora HarperCollins, no Brasil pela Editora Intrínseca e em Portugal pela Editorial Presença.

## Livros (lista)

### Os Legados de Lorien
Série principal:
| Ano  | Título original      | Título no Brasil               | Título em Portugal         |
| ---- | -------------------- | ------------------------------ | -------------------------- |
| 2010 | I Am Number Four     | Eu Sou o Número Quatro (2011)  | Sou o Número Quatro (2011) |
| 2011 | The Power of Six     | O Poder dos Seis (2011)        | O Poder de Seis (2012)     |
| 2012 | The Rise of Nine     | A Ascensão dos Nove (2012)     | A Ascensão do Nove (2012)  |
| 2013 | The Fall of Five     | A Queda Dos Cinco (2013)       | N/A                        |
| 2014 | The Revenge of Seven | A Vingança Dos Sete (2014)     | N/A                        |
| 2015 | The Fate of Ten      | O Destino da Número Dez (2015) | N/A                        |
| 2016 | United As One        | Unidos Somos Um (2016)         | N/A                        |

## Livros

### Eu Sou o Número Quatro (I Am Number Four)
Artigo Principal: Eu Sou O Número Quatro
"Eu Sou o Número Quatro" segue a história de John Smith, o jovem de quinze anos do planeta Lorien, e Henri, seu Cêpan (guardião), enquanto eles fogem dos Mogadorianos (outra raça alienígena que está caçando John e outros oito lorienos adolescentes que como John, residem no planeta Terra). Estes nove adolescentes são membros da Garde, um grupo de pessoas lorienas dotados de "poderes" especiais chamados legados. Cêpans, que também são lorienos, não possuem legados e são atribuídos como protetores e mentores para os jovens membros da Garde. Os adolescentes são protegidos por um encantamento que só permite que eles sejam mortos em ordem numérica, que funciona apenas quando estão distantes, com um fator especial de uma cicatriz que se forma no tornozelo de cada Garde quando outro Garde é morto. Cada Garde um têm sido dotado de uma arca dos Anciãos Lóricos contendo a herança de cada Garde que só pode ser aberta pelo membro e sua Cêpan juntos (ou, em caso de morte do Cêpan, pelo membro sozinho). O Cêpan na maioria das vezes escolhe o momento de abrir a arca, geralmente após a seu Garde adquiriu o primeiro legado. John tem seu primeiro legado revelado em seu primeiro dia na escola, em Paradise, Ohio. Seu primeiro legado é Lumen e permite que ele seja resistente ao fogo, e têm luzes em suas mãos.
Os três primeiros foram mortos, a número Um foi capturada na Malásia e Dois na Inglaterra. John é o número quatro. Foi quando morando na Flórida, numa festa com seus amigos, uma terceira cicatriz aparece no tornozelo de John, indicando que Três foi capturado e morto pelos Mogadorianos. John e Henri se mudam para Paradise, Ohio. Enquanto aqui, John se apaixona por Sarah Hart, faz inimigos como valentão da escola e ex-namorado de Sarah, Mark James, torna-se o melhor amigo de Sam Goode, e adota um misterioso Beagle ele nomeia Bernie Kosar. Sam descobre o segredo de John, mas decide o apoiar, pela sua grande crença em extraterrestres. Sarah também descobre sobre John quando ele a salva de um incêndio em casa de Mark, saltando por uma janela de dois andares e sobrevivendo. Perto do fim do livro, os Mogadorianos encontrar John e uma batalha frenética segue no Paradise High School. Número Seis encontra John antes que a batalha comece e ela juntamente com John, Sarah, Sam, Henri, Bernie Kosar (que acaba por ser uma chimaeara loriena, ou seja, espécie animal que pode mudar de forma) e Mark luta contra os Mogadorianos. Os inimigos perdem a batalha, mas Henri morre, Seis e Bernie Kosar terminam gravemente feridos.
Pela escola é agora destruída e por haver corpos espalhados pela cidade, a culpa cai para John e Henri que se tornam agora suspeitas terroristas. John foi forçado a deixar Sarah trás por causa do perigo. John, Sam, seis e Bernie Kosar deixam Paradise em busca do resto da Garde e do pai de Sam, Malcolm, que Sam acredita que foi abduzido por alienígenas anos antes.

### O Poder dos Seis (The Power of Six)
Artigo Principal: O Poder dos Seis
O Poder de Seis (tradução literal coerente do inglês)
A história é contada por dois membros da Garde: Número Quatro (John Smith), que está em fuga junto a Sam, Seis (Maren Elizabeth), e Bernie Kosar; e Número Sete (Marina), que está escondida em um convento na Espanha. Enquanto John, seis e Sam tentam ficar à frente dos Mogadorianos em busca de um outro lorieno sobrevivente, Marina procura por notícias de John depois de sua heróica batalha na escola que veio no final de Eu Sou o Número Quatro.
A trama começa mostrando como é a vida de Marina no convento. Marina começa a suspeitar que os Mogadorianos a descobriram, mas acredita que o encantamento é o que os impede de atacá-la. Ela continua vendo um provável mogadoriano a observando em várias circunstâncias. Uma menina de 7 anos de idade nova chamada Ella vem para o orfanato e Marina faz amizade com ela. Enquanto isso, ela tenta convencer sua Cêpan (Adelina) de abrir a arca lórica e assumir a responsabilidade de seu papel como Cêpan, mas sem sucesso. Ella encontra o baú escondido, e junto a Marina o recuperam depois de uma briga com quatro mulheres do convento. Nesta luta, Ella quebra seu braço, e Marina descobre que seu legado cura. Mais tarde, Marina droga Adelina e abre sua arca.
Em outra parte, John, Seis, BK (Bernie Kosar) e Sam continuam fugindo da polícia. Depois de um particularmente ruim noite de perseguição, John finalmente decide abrir sua arca, que ele manteve com ele toda a sua vida e contém itens Loricos especiais. Ele e os outros examinar seu conteúdo, mas eles não estão familiarizados com quase todos os objetos. No entanto, ao abrir, eles notificam os Mogadorianos de sua localização, e solicitam um ataque contra a casa, que eles escapam. Mais tarde, John lê a carta de Henri e descobre os Mogadorianos realmente capturaram o pai de Sam. Sam se lembra do pai dizendo-lhe de uma base loriena secreta em seu quintal, e eles partiram para encontrá-lo. Ao encontrá-la, eles são interrompidos por Mogadorianos, e o time se divide: Seis e BK ficam e lutam, enquanto John e Sam encontrar Sarah. Quando eles se encontram, o FBI aparecer e prender John, colocando ele e Sam em uma prisão perto de Washington DC. Eles suspeitam que Sarah tenha notificado o FBI, enquanto eles se conheceram. Enquanto isso, Marina ativa um dispositivo de comunicação em sua arca, que alerta tanto os mogs e os membros da Garde de sua localização.
Como os mogs pegaram John e Sam na prisão, Seis ajuda a escapar. Depois de escapar, eles decidem sobre um plano: Seis vai ir para a Espanha para ajudar a Marina recém-descoberta, e Sam, BK, e John vão para a base do Mogadoriana em uma montanha escavada perto de West Virginia para recuperar a arca perdida de John e, possivelmente, a de Seis.
Enquanto isso, os mogs apanham de Marina e Adelina enquanto eles tentam escapar do convento. Adelina é assassinada ao tentar ajudar a Marina. Marina, depois de ser salvo pelo mogadoriano que notara vigiá-la, descobre que ele não é um mog, mas um Cêpan, chamado Crayton, protegendo Ella. Ele explica que Ella é o décimo membro da Garde, que escapou em uma segunda nave, e disfarçou-se através de seu legado aeternos (mudança de idade). Juntos, todos eles escapam para um lago onde Crayton tem chimaera loriena esperando para ajudá-los. Como lutam os Mogadorians no lago, Seis chega à cena e os ajuda a ganhar a batalha. Depois, Seis faz planos com os outros para encontrar a outra Garde e o resto das Quimeras. No entanto, Crayton adverte que os seus êxitos na batalha aletarão o governante Mogadoriano, Sektrákus Ra, para se juntar à luta.
Em outra parte, Sam e John usam uma pedra da arca de John para transferir a invisibilidade de Seis para eles e se esgueirarem para a base da montanha Mogadoriana. Enquanto procuravam pela arca, acabam encontrando Nove, que estava preso na montanha. Eles saem de invisibilidade, e conseguem libertar Nove e escaparem da montanha com todos, mas Sam, foi preso e teve que ser deixado para trás. Setrákus Ra chega, e como Nine está prestes a atacá-lo, ele se esconde na base, inacessível. Nove e John e BK, sem ter para onde irem desde que o endereço para encontrar Seis foi perdido no bolso de Sam.

### A Ascensão dos Nove (The Rise of Nine)
Artigo Principal: A Ascensão dos Nove
A Ascensão de Nove (tradução literal coerente do inglês)
O livro começa do ponto de vista de Número Seis, que com Marina, Ella e Crayton estão embarcando em um avião a caminha da Índia, baseado em boatos na internet de um garoto que possui poderes especiais e que de acordo com indianos, é a encarnação do deus Vishnu na Terra. Mas o grupo acredita que este garoto seja um outro membro da Garde, e vão à sua procura. Paralelamente, John (Número Quatro) e Nove estão fugindo dos mogadorianos e do FBI. John se culpa por ter "abandonado" Sam na caverna dos mogadorianos, e quer voltar até lá para resgatá-lo, mas Nove o impede veementemente. Os dois brigam bastante, mas John está fraco e acaba cedendo. Seis e seu grupo chegam à Índia, e descobrem que o misterioso garoto é na verdade o Número Oito. Eles passam por muitos desafios para chegar até ele, até que conseguem encontrá-lo. Oito diz que vive ali desde a morte de seu Cêpan, Reynolds, e acabou se disfarçando do deus indiano para se livrar da solidão. Mas reconhece seu dever como lorieno e acompanha o grupo embusca dos outros membros da Garde. Antes que consigam escapar, são surpreendidos pela chegada dos mogadorianos, e na luta, Crayton acaba morrendo. Oito acha que pode tirá-los de lá com o seu Legado de teleporte, mas seu poder não é completamente desenvolvido, e Seis acaba se separando do grupo indo parar sozinha no meio de um deserto no Novo México. Lá, andando sozinha, ela vai parar na base do governo norte-americano e é mantida presa pelos agentes (que agora estão unidos com os mogadorianos contra os lorienos). Com um tablet que John pegou do pai de Sam em Paradise, ele consegue descobrir a localização dos outros lorienos, e vê que um membro da Garde está próximo dele. Rapidamente John e Nove seguem para o Novo México para encontrá-lo. Marina, Oito e Ella também se dirigem para lá atrás de Seis. Ella desenvolve o legado da telepatia e consegue se comunicar com John para que possam se encontrar e salvar Seis. Com isso, Quatro, Sete, Oito, Nove e Dez se reúnem e mais fortes que nunca, lutam contra mogadorianos e agentes do FBI ao mesmo tempo. Seis, que havia perdido a luta contra Setrákus Ra, acaba sendo presa, e não participa da luta junto a seus colegas, mas nem precisa, pois juntos, os lorienos conseguem afugentar todos os mogadorianos da base, e libertam Seis. O livro termina aqui, com todos os membros da Garde (que ainda vivem) juntos, menos o Número Cinco, eles estão confiantes para lutar e voltar para Lorien.

### A Queda dos Cinco (The Fall Of Five)
A Queda de Cinco (tradução literal coerente do inglês)
John Smith, o Número Quatro, achou que tudo seria diferente quando os lorienos se juntassem. Eles parariam de fugir. Lutariam contra os mogadorianos. E venceriam.
Mas Quatro estava errado. Depois de enfrentarem Setrákus Ra e quase serem dizimados, os membros da Garde reconhecem que estão despreparados e em minoria. Escondidos na cobertura de Nove, em Chicago, eles planejam os próximos passos.
Os seis são poderosos, porém não são fortes o suficiente para vencer um exército inteiro, mesmo com a ajuda de um antigo aliado. Para derrotar os mogadorianos, cada um deles precisará dominar seus Legados e aprender a trabalhar em equipe. O futuro incerto faz com que eles busquem a verdade sobre os Anciões e seu plano para os nove lorienos escolhidos.
O tempo está se esgotando, e quando a Garde recebe uma mensagem do Número Cinco — um símbolo lórico em uma plantação — a única certeza dos sobreviventes é que é preciso encontrar Cinco antes que seja tarde demais.

### A Vingança dos Sete (The Revenge of Seven)
A Vingança de Sete (tradução literal coerente do inglês)
O pior deveria ter acabado. Estávamos reunidos depois de uma década longe. Descobriríamos a verdade sobre o nosso passado. Estávamos treinando e ficando mais fortes a cada dia. Estávamos até feliz...
Nunca imaginamos que os Mogadorianos pudessem transformar um dos nossos contra nós mesmos. Fomos tolos ao confiar em Cinco. E agora Oito está perdido para sempre. Eu faria qualquer coisa para trazê-lo de volta, mas isso é impossível. Em vez disso, vou fazer o que for preciso para destruir cada um deles.
Eu passei a mnha vida inteira me escondendo deles, e eles levaram tudo de mim. Mas isso vai acabar agora. Nós vamos levar a batalha até eles. Temos um novo aliado que conhece suas fraquezas. E eu, finalmente, terei o poder de revidar.

### O Destino da Número Dez (The Fate of Ten)
O Destino de Dez (tradução literal coerente do inglês)
O fim está próximo. Por anos, a Garde lutou contra os mogadorianos em segredo. Mas agora a invasão começou e os mogs vieram para ficar.
John lidera a batalha em Nova York. Quando tudo parece estar contra os lorienos e a humanidade, Sam, seu melhor amigo, inexplicavelmente começa a desenvolver poderes — os Legados. Enquanto os dois tentam encontrar Cinco e Nove em meio ao caos e à destruição, eles se deparam com uma adolescente com habilidades que antes pertenciam apenas aos Gardes. Se ela é uma inimiga ou aliada, só o tempo dirá.
No México, Seis, Marina e Adam estão encurralados. Eles foram ao Santuário e liberaram um poder ancestral que pode mudar o rumo dos acontecimentos, mas os conflitos com os mogs acabaram danificando a nave e impedindo que os três se juntassem a John e os outros em Nova York. Agora só um milagre poderá tirá-los de lá.
A Garde está enfraquecida, lutando para sobreviver. A única chance de vencer a guerra contra os mogadorianos de uma vez por todas é destruir seu líder — mas destruí-lo significa condenar Ella a um destino cruel. Se os Gardes não encontrarem uma forma de deter os mogs, acontecerá com os humanos o mesmo que aconteceu com os lorienos: todos serão aniquilados.

### Unidos Somos Um (United as One)
Unidos como Um (tradução literal coerente do inglês)
Unidos como um só é o sétimo e livro que finaliza a série os Legados de Lorien. O título foi revelado em 26 de outubro de 2015. Ele será lançado em 28 de junho de 2016 nos Estados Unidos.
John está mais forte do que nunca, e ele está decidido a entregar sua vida para matar Setrákus Ra. Setrákus está mais poderoso e agora com novas cartas na manga.
No final de O Destino da Número Dez, Seis é capaz de atacar Setrakus Ra no coração antes que ele escape na Anubis, no entanto, unidos como um só, Setrákus Ra não morre disso.
O fato de que John (número quatro) tem Ximic pode sugerir o fato de que ele é Pittacus descendente. Outros indícios incluir características físicas, tais como cabelo loiro e Lumen de Pittacus (Flashback em O Destino da Número Dez)
A invasão Mogadoriana veio para a Terra, e todos eles têm, mas ganhou a batalha para o nosso planeta. Seus navios de guerra pairar sobre nossas cidades-como mais populosos Nova York, Tóquio, Moscou, Pequim e Nova Deli e nenhum exército corre o risco de fazer uma jogada contra eles. O Garde são tudo o que ficar em seu caminho. . . mas eles já não estão sozinhos nesta luta. adolescentes humanos de todo o mundo, como o melhor amigo de John Smith, Sam Goode, começaram a desenvolver Legados da sua própria.
A Garde sempre soube que há poder em números. Se eles podem encontrar esses novos aliados e unir forças com eles, eles só podem ser capazes de vencer esta guerra. O tempo veio para o Garde defender sua posição final.

### The Lost Files (Os Arquivos Perdidos)
The Lost Files é a série spin-off lançada em formato digital para acrescentar informações ao universo de Os Legados de Lorien.
| Título original                                           | Título no Brasil                                 |
| --------------------------------------------------------- | ------------------------------------------------ |
| I Am Number Four: The Lost Files: Six’s Legacy            | Os Arquivos Perdidos: Os Legados da Número Seis  |
| I Am Number Four: The Lost Files: Nine's Legacy           | Os Arquivos Perdidos: Os Legados do Número Nove  |
| I Am Number Four: The Lost Files: The Fallen Legacies     | Os Arquivos Perdidos: Os Legados dos Mortos      |
| I Am Number Four: The Lost Files: The Legacies *          |                                                  |
| I Am Number Four: The Lost Files: The Search for Sam      | Os Arquivos Perdidos: A Busca por Sam            |
| I Am Number Four: The Lost Files: The Last Days of Lorien | Os Arquivos Perdidos: Os Últimos Dias de Lorien  |
| I Am Number Four: The Lost Files: The Forgotten Ones      | Os Arquivos Perdidos: Os Esquecidos              |
| I Am Number Four: The Lost Files: Secret Histories **     |                                                  |
| I Am Number Four: The Lost Files: Five's Legacy           | Os Arquivos Perdidos: Os Legados do Número Cinco |
| I Am Number Four: The Lost Files: Return to Paradise      | Os Arquivos Perdidos: De Volta a Paradise        |
| I Am Number Four: The Lost Files: Five's Betrayal         | Os Arquivos Perdidos: A Traição do Número Cinco  |
| I Am Number Four: The Lost Files: Hidden Enemy ***        |                                                  |
| I Am Number Four: The Lost Files: The Fugitive            | Os Arquivos Perdidos: A Fuga                     |
| I Am Number Four: The Lost Files: The Navigator           | Os Arquivos Perdidos: A Navegadora               |
| I Am Number Four: The Lost Files: The Guard               | Os Arquivos Perdidos: Guarda                     |
| I Am Number Four: The Lost Files: Rebel Allies ****       |                                                  |
| I Am Number Four: The Lost Files: Legacies Reborn         | Os Arquivos Perdidos: O despertar dos Legados    |
| I Am Number Four: The Lost Files: Last Defence            | Os Arquivos Perdidos: A última defesa            |
| I Am Number Four: The Lost Files: Hunt for the Garde      | Os Arquivos Perdidos: A caça                     |
| I Am Number Four: The Lost Files: Zero Hour *****         |                                                  |

*: Livro que compila os seguintes livros num único volume: I Am Number Four: The Lost Files: Six's Legacy, I Am Number Four: The Lost Files: Nine's Legacy e I Am Number Four: The Lost Files: The Fallen Legacies.
**: Livro que compila os seguintes livros num único volume: I Am Number Four: The Lost Files: The Search for Sam, I Am Number Four: The Lost Files: Last Days of Lorien e I Am Number Four: The Lost Files: The Forgotten Ones.
***: Livro que compila os seguintes livros num único volume: I Am Number Four: The Lost Files: Five's Legacy, I Am Number Four: The Lost Files: Return to Paradise e I Am Number Four: The Lost Files: Five's Betrayal.
****: Livro que compila os seguintes livros num único volume: I Am Number Four: The Lost Files: The Fugitive, I Am Number Four: The Lost Files: The Navigator e I Am Number Four: The Lost Files: The Guard.
-   -     -       -         - Livro que compila os seguintes livros num único volume: I Am Number Four: The Lost Files: Legacies Reborn, I Am Number Four: The Lost Files: Last Defence, I Am Number Four: The Lost Files: Hunt for the Garde.

### Extras
Outras mídias que complementam a série principal.
| Título original      | Título no Brasil                                     |
| -------------------- | ---------------------------------------------------- |
| Eight's Origin       | A Origem do Número Oito                              |
| Sarah's Journal      | O Diário de Sarah                                    |
| Sam's Journal        | O Diário de Sam                                      |
| Malcolm's Journal    | O Diário de Malcom                                   |
| The Scar *           | A Cicatriz                                           |
| Pittacus Podcasts ** | Transmissões de Pittacus                             |
|                      | Os Arquivos Perdidos: Box digital com 15 e-books *** |

*: É um capítulo exclusivo para quem fez a pre-order do livro A queda dos Cinco.
**: As transmissões de Pittacus Lore revelam os segredos dos lorienos e seus guardiões. Elas foram divulgadas no Soundcloud de Pittacus Lore e traduzidas, juntamente com os diários, no blog Livros On-line.
***: Lançado somente no Brasil pela editora Intrínseca é o e-book que compila os quinze e-books num único volume.

## Personagens principais
- John Smith (Número Quatro)

Lorieno de 15 anos que foi mandado para Terra quando criança após o início de uma invasão intergalática em seu planeta natal, Lorien. Abordo de uma nave com outros 9 lorienos, entre eles seu Cêpan (instrutor, mentor) Henri. Adota o nome John Smith quando se muda para Paradise, mas uma vez se escondendo dos seus inimigos Mogadorianos. Para surpresa de John, Paradise acaba sendo o cenário em que descobre seu primeiro Legado, como é chamado os poderes lorienos, conhece o seu primeiro amigo, Sam, encontra seu grande amor, Sarah e reencontra aqueles que destruíram seu planeta. Seus Legados são telecinesia, projeção de lúmen e fogo pelas palmas das mãos, imunidade a fogo, telepatia com animais e poder de copiar os legados dos outros Gardes. 
- Henri Smith

Lorieno cêpan do Quatro. Henri sempre se mostra bastante inteligente, extremamente hábil com tecnologia e sensato. Tudo o que faz é sempre pensando em seu dever e no bem de seu pupilo,possuia um relacionamento de pai e filho com John. Diferente de John, não possui Legados.Foi o responsável por organizar a fuga dos cêpans em Lorien. Morre no primeiro livro atingido por uma arma mogadoriana.
- Sarah Hart

Humana e namorada de John Smith. É uma ex-garota-problema que tem tentado levar uma vida calma e correta, mas que se ver no meio de uma guerra intergalática quando se apaixona por John. Inicialmente é frágil e indefesa, mas com o tempo se torna independente e até uma forte aliada na luta contra os temíveis Mogadorianos. *Spoiller. 
- Mark James

Ex-namorado de Sarah, valentão da escola e inicialmente inimigo de John e Sam. Mas quando os mogadorianos aparecem em Paradise, Mark luta ao lado de John e seus aliados. Depois disso, mesmo longe do foco de ação dos lorienos, Mark passa a investigar por conta própria a presença mogadoriana na Terra e tenta fazer o possível para avisar a população terrestre da ameaça iminente.
- Sam Goode

Humano, nerd, aterrorizado pelos valentões da escola e fanático por aliens. Possui 16 anos. Se torna melhor amigo de John quando este chega a Paradise. Sam descobre que John é um alien e após conhecer toda a história do lorieno passa a ter certeza que seu pai há anos desaparecido foi na verdade abduzido pelos mogadorianos. Sam parte com Quatro e Seis a procura dos outros lorienos e acaba por viver um romance com a durona Seis por quem se apaixona. No quarto livro Sam reencontra seu pai. No quinto livro desenvolve o Legado telecinesia.
- Mogadorianos Alienigenas de Mogadore, que destruíram Lorien, e querem fazer o mesmo com a Terra, porém ao invés de destruir-la, querem fazer dos humanos seus súditos, e fazer o "Progresso Mogadoriano (ProMog)" ir adiante.
- Número Seis

Loriena de 17 anos, reencontra John no primeiro livro quando Seis aparece para ajudá-lo a lutar contra os mogadorianos que chegaram a Paradise. Ela é valente, ágil, habilidosa e tem temperamento forte. Seis chega a flertar com John e Sam ao mesmo tempo, mas quando Sarah se une a eles e John retorna com a garota, Seis acaba desenvolvendo algo mais profundo por Sam que ela mesma se recusa a dar importância por conta da guerra que se desenrola. Seus legados são telecinesia, controle do tempo/clima e dos elementos,super velocidade e invisibilidade.
- Marina (Número Sete)

Loriena que teve seu treino comprometido pelo medo de sua Cêpan dos mogadorianos. Apesar de sua Cêpan tentar afastá-la da tradição loriena, Marina nunca esqueceu sua missão de derrotar os mogadorianos e reaver Lorien quando a hora chegasse. Foi criada em um convento onde conheceu a loriena Ella e logo após as duas encontraram Seis. Logo que conheceu Número Oito, Marina se encantou por ele, e os dois lorienos mantiveram um relacionamento até a morte de Oito no quarto livro. Seus legados são telecinesia, respirar em baixo d'água, visão noturna, poder de cura e capacidade de congelar. 
- Ella

A mais jovem loriena viva(12 anos), inicialmente chamada de Número Dez, mas que mais tarde se revela neta do líder mogadoriano, Setrakus Ra. Apesar de ser descendente do Império que destruiu seu planeta natal e que promete destruir a Terra, Ella se alia aos demais lorienos contra os mogadorianos. E apesar de sua aparente fragilidade, é essencial na guerra pela sucesso lorieno. No quinto livro Setrakus Ra sela Ella com um encantamento que redireciona todos ataques e ferimentos causado nele a Ella. Tem o desejo de quando se tornar mais velha se casar com Nove. Seus Legados são telecinesia, capacidade de mudar a sua idade em poucos anos, capacidade de anular Legados e telepatia. 
- Hector
- Crayton
- Número Nove

Lorieno prisioneiro dos mogadorianos. Graças a John consegue fugir de seu confinamento. É impulsivo, agressivo e brincalhão. Apesar de ser um dos melhores amigos de John, demora muito para os dois se entenderem graças a personalidade forte e prepotente de Nove. É um dos lorienos mais poderosos da Garde e mais inconsequente,. Sua apreensão pelos mogadorianos decorre de um romance com uma jovem atraente que o atraiu para uma armadilha. No quarto livro ocasiona a morte de Oito. Seus Legados são telecinesia, super força,super audição, anti-gravidade e telepatia com animais e super velocidade.Da Garde é o que possui mais legados até agora.
- Número Cinco

Lorieno aliado dos mogadorianos. Se infiltra entre os demais lorienos e entrega a localização deles aos mogadorianos. Na luta contra Marina, Oito, Seis e Nove, enquanto tenta convencê-los a se aliarem a Setrakus Ra, Cinco acaba matando acidentalmente Oito. Numa tentativa de vingança, Marina acaba perfurando um olho de Cinco o que o deixa caolho. Após a morte de Oito, Cinco fica claramente perturbado psicologicamente. No quinto livro salva a vida de Ella ao mesmo tempo que impede John de matar Setrakus Ra. Seus Legados são telecinesia, Externa (capacidade de assumir a constituição de outras matérias com o toque) e capacidade de voo.
- Número Oito

Lorieno criado na Índia como a reencarnação de um deus zoomórfico. Possui um exército humano a sua disposição e graças a sua influência atrai alguns lorienos a seu encontro. Deixa a Índia para se reunir com os outros lorienos juntamente com Ella, Marina e Seis. Se encanta desde o primeiro momento com Marina com quem vive um relacionamento até sua morte no quarto livro. Seus Legados são telecinesia, metamorfose,hidro-locomoção(andar sobre as águas) capacidade de ver o futuro e teletransporte. 
- Adam

Mogadoriano que sofreu experiências científicas nas quais teve as memórias, sentimentos e um dos Legados de uma loriena morta integrados a ele. Graças a sua nova condição, Adam acaba por perceber o quão errado são os planos de seu povo. Assim, Adam resgata e liberta Malcom Goode e Sam Goode da prisão mogadoriana e se alia a Garde. Seu Legado é a capacidade de promover tremores e terremotos (Legados que anteriormente eram da Número Um).
- Malcolm Goode

Pai de Sam e aliado humano dos lorienos. Conheceu o próprio Ancião Pittacus Lore e o viu morrer. Foi Malcolm quem organizou as últimas preparações na Terra para receber a nave com os 18 lorienos que chegavam a Terra. Quando Sam ainda era criança, Malcolm foi levado pelos Mogadorianos e durante anos sofreu torturas e teve suas memórias drenadas e degradadas. É resgatado por Adam e logo se reencontra com seu filho.

## Adaptação cinematográfica
Em 18 de Fevereiro de 2011, o filme baseado em Eu Sou o Número Quatro (o primeiro livro da série) foi lançado. 
O filme foi dirigido por D.J. Caruso e produzido por Michael Bay e Steven Spielberg (conhecidos por trabalharem juntos em Transformers).
O roteiro, foi adaptado por Alfred Gough e Miles Millar (também roteiristas de Smallville e Spider-Man 2).
O elenco tem Alex Pettyfer, Timothy Olyphant, Teresa Palmer, Dianna Agron, Kevin Durand e Jake Abel.
Não foi anunciado se O Poder dos Seis — segundo livro da série — também terá sua adaptação cinematográfica produzida.